# クイントン・ジョセフ
クイントン・ジョセフ（Quinton Joseph、1946年8月28日 - ）はアメリカのドラマー。
タイロン・デイビス、シャイ・ライツ、メジャー・ランス、カーティス・メイフィールド、ジョーンズ・ガールズ、テディ・ペンダーグラスなどと共演した。カーティス・メイフィールドの1975年の代表作『There's No Place Like America Today』では全曲でドラムを演奏した。

## 伝記
シカゴ（イリノイ州）に生まれる。10歳の頃、母親からドラムセットを与えられる。
歌手オーティス・リーヴィルからシンガー/ソングライターであるビリー・バトラー（ジェリー・バトラーの弟）に紹介された。
その後、1966年のヒット『I'm Gonna Miss You』で知られるArtisticsとツアーし、バーバラ・アクリン、ジャッキー・ウィルソン、シャイライツと共演。
その後、シカゴ・ソウルのプロデューサー・カール・デイビスに見初められ、ジーン・チャンドラーのR＆B二位のヒット『レインボー'65』でたたき、出世し、果てはケニー・ギャンブルとレオン・ハフのフィラデルフィア・インターナショナル・レコードで、オージェイズ、フィリス・ハイマン、ビリー・ポールの後ろでもたたいた。

## 初期の盤歴
- 1971	(For God's Sake) Give More Power to the People/	The Chi-Lites
- 1972	The Young, Tough and Terrible/	The Lost Generation
- 1973	A Letter to Myself	/The Chi-Lites
- 1974	Half a Love	/The Chi-Lites
- 1974	Heaven Right Here on Earth	/The Natural Four (含有曲の「カウント・オン・ミー」はゴンチチのNHKfmでのラジオ番組「世界の快適音楽セレクション」の後半に使用されている。また、山下達郎は、自身のラジオ番組で、同曲のドラミングについて「このハネるリズムが出せなくてね、憧れました」と言及した。)
- 1974	The Man!	/Leroy Hutson
- 1974	Toby	/The Chi-Lites
- 1976	Natalie	/Natalie Cole
- 1976	Pass It On	/The Staple Singers
- 1977	A Piece of the Action	/メイヴィス・ステイプルズ
- 1977	Loleatta [1977]	/Loleatta Holloway
- 1977	The Eugene Record	/Eugene Record
- 1978	Good to See You	/Walter Jackson
- 1978	Heaven & Earth	/Heaven & Earth
- 1978	Nothing Says I Love You Like I Love You/	ジェリー・バトラー
- 1978	So Full of Love	/オージェイズ
- 1979	Nothing Says I Love You Like I Love You/The Best Love I Ever Had/ジェリー・バトラー
- 1979	Time Is Slipping Away	/Dexter Wansel
- 1980	Hurry Up This Way Again	/The Stylistics
- 1980	Mysteries of the World	/MFSB
- 1980	The Year 2000/オージェイズ

## 参照
1. 1 2  https://www.allmusic.com/artist/quinton-joseph-mn0001455481#biography
2. ↑  http://www.discogs.com/artist/226008-Quinton-Joseph